# Scleropages inscriptus
Scleropages inscriptus is een straalvinnige vissensoort uit de familie van de beentongvissen (Osteoglossidae). De wetenschappelijke naam van de soort is voor het eerst geldig gepubliceerd in 2012 door Roberts.